# Wictor Petersson
Wictor Petersson (* 1. Mai 1998) ist ein schwedischer Leichtathlet, der sich auf das Kugelstoßen spezialisiert hat.

## Sportliche Laufbahn
Erste internationale Erfahrungen sammelte Wictor Petersson im Jahr 2015, als er bei den Jugendweltmeisterschaften in Cali mit einer Weite von 21,56 m mit der 5-kg-Kugel die Bronzemedaille im Kugelstoßen gewann und mit dem 1,5-kg-Diskus mit 53,02 m auf Rang elf gelangte. Im Jahr darauf gewann er bei den U20-Weltmeisterschaften in Bydgoszcz mit 20,65 m mit der 6-kg-Kugel die Silbermedaille und wurde im Diskuswurf mit 61,23 m Vierter. 2017 belegte er dann bei den U20-Europameisterschaften in Grosseto mit 19,80 m und 54,90 m die Plätze sechs und acht. Zwei Jahre später gewann er bei den U23-Europameisterschaften in Gävle mit 19,53 m die Bronzemedaille im Kugelstoßen hinter dem Polen Konrad Bukowiecki und Leonardo Fabbri aus Italien. Zudem qualifizierte er sich im Kugelstoßen erstmals für die Weltmeisterschaften in Doha, bei denen er mit 20,31 m aber nicht das Finale erreichte. 2020 siegte er mit 20,48 m beim Göteborg Friidrott GP und 2021 belegte er bei den Halleneuropameisterschaften in Toruń mit 20,75 m den fünften Platz. Im Juni siegte er mit 20,58 m beim Memoriál Josefa Odložila sowie anschließend mit 20,63 m beim Karlstad GP, ehe er bei den Olympischen Spielen in Tokio mit einer Weite von 19,73 m in der Qualifikationsrunde ausschied.
2022 gelangte er bei den Hallenweltmeisterschaften in Belgrad mit 20,33 m auf den zwölften Platz und im Jahr darauf wurde er bei der 1. Liga der Team-Europameisterschaft im Rahmen der Europaspiele in Chorzów mit 19,06 m Zehnter. 2024 gelangte er bei den Europameisterschaften in Rom mit 19,45 m auf den zwölften Platz und im Jahr darauf gewann er bei den Halleneuropameisterschaften in Apeldoorn mit 21,04 m die Silbermedaille hinter dem Rumänen Andrei Toader. Zuvor verbesserte er den schwedischen Landesrekord auf 21,49 m und löste damit Hans Höglund als Rekordhalter ab. Kurz darauf belegte er bei den Hallenweltmeisterschaften in Nanjing mit 20,87 m den sechsten Platz.
In den Jahren von 2019 bis 2021 und 2023 und 2024 wurde Petersson schwedischer Meister im Kugelstoßen im Freien sowie von 2019 bis 2021 und von 2023 bis 2024 in der Halle.